# 大文字屋文楼
大文字屋 文楼（だいもんじや ぶんろう、生年不詳 - 安永9年11月6日（1780年12月1日））は、江戸時代中期の吉原の妓楼「大文字屋」の主人。通称は市兵衛、村田氏。文楼は号。狂歌師として知られる同名の人物（狂名・加保茶元成）は養子。

## 概要
伊勢国の出身。寛延3年（1750年）江戸新吉原に出て遊女屋を始めた。当初は吉原でも下級の河岸店を営んでいたが、宝暦2年（1752年）京町一丁目に移って「大文字屋」と号し、やがて吉原有数の大店経営者となった。当初は家名より村田屋と称したが、家と諍いがあって暖簾を没収されたため、移転を機に新調した暖簾に「大」の字を入れて新たな屋号としたという。妻は吉原連の女流狂歌師として知られた相応内所（本名・仲）。後に養子にとった二代目文楼（市兵衛）は姪のまさを養女とした上で婿としている。
安永7年（1778年）神田に屋敷を購入しようとしたところ、町名主の益田又右衛門が「遊女屋に土地を売った前例がない」と許可しなかったため、納得しなかった市兵衛は町奉行に訴訟を提出した。しかし奉行所は市兵衛の訴訟を退けるのみならず、「四民の下にて、穢多に准じ」る遊女屋が江戸市中に屋敷地を求めるのは不届きであるとの理由で急度叱りの処分を下し、吉原の名主たちへも「以後、市中に屋敷地を求めない」旨の証文を提出させた。
安永9年（1780年）60余歳で没。法名は釈仏妙加保信士。
奇行家として知られ、まだ河岸店のころに抱え遊女の惣菜として大量のかぼちゃを買い入れたことから「かぼちゃ（加保茶）市兵衛」とあだ名された。また頭が大きく背が低かったことが由来とも言われ、「ここに京町大文字屋のかぼちゃとて。その名は市兵衛と申します。せいが低くて、ほんに猿まなこ。かわいいな、かわいいな」と揶揄されたが、これを自ら進んで歌い踊り、却って自店を喧伝したという。これは吉原中から江戸中へ広まって流行歌となり、多くの替え歌が作られた。また園芸を好み、マツバランに斑を入れる工夫をして「文楼斑」のと名付けられている。

## 関連作品
- べらぼう〜蔦重栄華乃夢噺〜（2025年、NHK大河ドラマ） - 演：伊藤淳史[注釈 2] ※役名は大文字屋市兵衛